# 耶路撒冷計劃
耶路撒冷計劃（英語：Jerusalem Program）是由世界錫安主義大會於1951年所通過的錫安主義運動綱領。相對於第一屆世界錫安主義大會所通過的《巴塞爾計劃》，耶路撒冷計劃因應以色列建國後的時勢變遷，擘劃未來錫安主義走向。儘管耶路撒冷計劃至今經過1968年及2004年兩次修訂，大致內容皆圍繞著將以色列作為世界猶太民族生活核心以及發揚猶太文化等價值。由於以色列各主要政黨為加入世界錫安主義組織之「世界聯盟」時皆需將耶路撒冷計劃精神納入黨綱，使得耶路撒冷計劃某種程度上對於以色列政治發揮了意識型態上的指導作用。

## 1951年耶路撒冷計劃
1951年第21屆世界錫安主義大會所通過之耶路撒冷計劃內容如下：

「錫安主義的使命在於統一以色列國，使離鄉背井者於以色列故土團聚，並促進猶太民族之團結。

世界錫安主義組織之工作計劃為：
1. 鼓勵移民之移居、融入及整合；支持青年阿利亞運動；刺激農業屯墾及經濟發展；獲取人民以為資產之土地。
2. 『先鋒』（halutziut）及『先鋒訓練』（hachsharah）之密集工作。
3. 一致努力善用資金，以達成錫安主義之使命。
4. 鼓勵私人資本投資。
5. 透過宣傳錫安主義思想、加強錫安主義運動力道，以促進猶太意識；傳授猶太教價值；希伯來教育及傳播希伯來語。
6. 動員世界輿論支持以色列及錫安主義。
7. 參與致力於組織及在民主基礎上深化猶太生活方式的工作，維持及維護猶太人權利。」

## 1968年修訂版耶路撒冷計劃
1968年第27屆世界錫安主義大會所通過的耶路撒冷計劃內容如下：

錫安主義的目標為:
1. 猶太人民的團結以及以色列在猶太人生活中的中心地位。
2. 猶太人透過阿利亞運動，從各國回歸到「以色列土地」此一歷史家園。
3. 基於正義及和平的先知遠見，強化以色列國。
4. 透過培養猶太、希伯來及錫安主義教育保留以色列人民認同以及猶太精神和文化價值。
5. 保護各地猶太人權利。

## 2004年新耶路撒冷計劃
錫安主義大會於2004年所修訂的耶路撒冷計劃內容如下：

「錫安主義為猶太民族之民族解放運動。它造就了以色列國的建立，並主張一個猶太的、錫安主義的、民主的及安全的以色列國是猶太民族為其存續及未來所承擔之共同責任的展現。

錫安主義的基石為：
1. 猶太民族的團結、與歷史上故土的羈絆、以及以色列及其首都耶路撒冷作為該國生活之核心。
2. 從所有國家移入以色列，以及所有移民有效融入以色列社會。
3. 將以色列強化為一猶太的、錫安主義的及民主的國家，並將其形塑為一個帶有相互尊重多元猶太民族的，及根植於先知預言之獨特道德及精神特質的模範社會。致力於達成和平，並為構築更美好的世界做出貢獻。
4. 透過深化猶太、希伯來及錫安主義教育，確保猶太民族之未來及獨特性，強化精神及文化價值，並教導希伯來語為國語。
5. 培養相互的猶太責任，捍衛猶太人作為個人及民族的權利，代表猶太民族的民族錫安主義利益，並為抵抗展現反猶太主義之活動而奮鬥。
6. 將國家設定為是錫安主義的具體表現。」